# Грир, Джеймисон
Джеймисон Грир (англ. Jamieson Greer) — американский чиновник. Торговый представитель США с 26 февраля 2025 года. Он является партнёром по международной торговле в King & Spalding.

## Биография
Джеймисон Грир родился в семье у Майка Грира. Он окончил среднюю школу Paradise High School в Парадайсе, штат Калифорния, в 1998 году. Затем провёл два года на миссии в Брюсселе. Он учился в Университете имени Бригама Янга, где специализировался на международных отношениях. Грир получил степень магистра в Университете Париж 1 Пантеон-Сорбонна и в Sciences Po. Позже он учился в Школе права Университета Вирджинии.
Грир служил в Корпусе генеральных прокуроров ВВС США в качестве судьи-адвоката. Он служил в Канзасе и Турции. Он был направлен в Ирак, где занимал должность начальника военной юстиции.
После ухода из ВВС США Грир работал в частных юридических фирмах, специализирующихся на торговом праве, включая Skadden, Arps, Slate, Meagher & Flom. Он представлял интересы U.S. Steel в судебном процессе против Китая. Он является партнёром по международной торговле в King & Spalding.
Грир занимал должность начальника штаба торгового представителя Роберта Лайтхайзера с 2017 по 2021 год.
В ноябре 2024 года избранный президент Дональд Трамп номинировал Грира своим торговым представителем США.